# Between the Wars (Billy Bragg)
Between the Wars è un EP del cantante inglese Billy Bragg.

## Realizzazione
Registrato al Vineyard Studio di Londra e prodotto da Kenny Jones, il disco venne pubblicato dall'etichetta Go! Discs nel febbraio del 1985 e raggiunse la posizione numero 15 nella Official Singles Chart.
La title track è ispirata allo lo sciopero dei minatori inglesi nella disputa contro il governo conservatore di Margaret Thatcher e lo smantellamento di venti siti estrattivi, che avrebbe comportato la perdita di 20.000 posti di lavoro. Bragg, che dona i proventi delle vendite al fondo dei minatori, nel brano critica la faziosità politica dei giornali britannici, la maggior parte dei quali si oppone allo sciopero.
Anche i temi degli altri brani inclusi nel disco sono a sfondo sociale e politico: Which Side Are You On? è una canzone scritta dall'attivista e poetessa Florence Reece sulla mobilitazione sindacale americana del 1931, It Says Here è una critica alla faziosità politica dei giornali britannici, la maggior parte dei quali si oppongono allo sciopero stesso mentre, l'altra cover, intitolata The World Turned Upside Down, è una canzone e sulla ribellione e la lotta dei movimenti radicali del diciassettesimo secolo, scritta in origine da Leon Rosselson.
Tutti e quattro i brani sono stati poi inclusi nella raccolta Back to Basics.

## Tracce
1. Between the Wars - 2:26
2. Which Side Are You On? (Florence Reece) - 2:30
3. World Turned Upside Down (Leon Rosselson) - 2:31
4. It Says Here - 2:31